# Alexei Konstantinowitsch Zwetkow
Alexei Konstantinowitsch Zwetkow (russisch Алексей Константинович Цветков; * 1. September 1981 in Swerdlowsk) ist ein ehemaliger russischer Nordischer Kombinierer. 

## Werdegang
Zwetkow, der für den Dinamo Ekaterinburg startete, gab sein internationales Debüt 1998 im B-Weltcup der Nordischen Kombination. Bereits in seiner ersten Saison 1998/99 erreichte er mit 10 Punkten den 70. Rang der Gesamtwertung. Bei den Nordischen Junioren-Skiweltmeisterschaften 2000 in Štrbské Pleso gewann er die Goldmedaille im Einzel von der Normalschanze. Am 4. März 2000 gab er nach diesem Erfolg sein Debüt im Weltcup der Nordischen Kombination. In Lahti verpasste er dabei als 52. die Punkteränge und eine vordere Platzierung deutlich.
Bereits in seinem dritten Weltcup-Wettbewerb in Oslo erreichte er deutlich die Punkteränge und wurde am Ende 60. der Weltcup-Gesamtwertung. Zu Beginn der Saison 2000/01 verpasste er in Kuopio und Reit im Winkl die Punkteränge erneut deutlich und zog sich damit aus dem Weltcup zurück und wechselte erneut in den B-Weltcup. Dort gelang ihm nach guten Ergebnissen der 57. Platz der Gesamtwertung. Zur Saison 2001/02 kam Zwetkow zurück in den Weltcup. Bereits im Dezember in Steamboat Springs erreichte er im Sprint mit Rang 18 seine erste Top-20-Platzierung im Weltcup. Auch im Januar in Reit im Winkl war er als 30. erfolgreich.
Bei den Olympischen Winterspielen 2002 in Salt Lake City wurde Zwetkow im Einzel 27. Im Mannschaftswettbewerb beendete er mit seinen Teamkollegen das Rennen nicht und wurde damit am Ende Zehnter und Letzter.
Im August 2002 startete Zwetkow erstmals im Grand Prix der Nordischen Kombination, jedoch blieb er in Winterberg und Klingenthal ohne Erfolg. In die Saison 2002/03 startete er wieder im B-Weltcup und erreichte in allen vier Springen in den Vereinigten Staaten die Punkteränge. In Park City verpasste er als Vierter nur knapp sein erstes Podium. Bei den Nordischen Skiweltmeisterschaften im italienischen Val di Fiemme wurde er nach einem 32. Platz im Einzel mit der Mannschaft Neunter. Im Sprint erreichte Zwetkow Rang 29.
Im August 2003 konnte er bei seinem einzigen Start der Saison im Grand Prix in Klingenthal mit Rang 29 erstmals Punkte gewinnen. Trotz seiner regelmäßigen Punktegewinne ab Dezember 2003 im B-Weltcup gelang Zwetkow nicht mehr der Sprung zurück in den Weltcup-Kader. Auch trat er nicht mehr zu allen Wettbewerben an. Bei den Nordischen Skiweltmeisterschaften 2005 in Oberstdorf erreichte er im Einzel noch einmal Rang 38.
Bis zu seinem Karriereende im Januar 2007 konnte Zwetkow im B-Weltcup nur selten punkten. Bestes Ergebnis war ein siebenter Platz in Lake Placid im Dezember 2005. In der Saison 2005/06 erreichte er daraufhin mit 48 Punkten Rang 59 der Gesamtwertung.

## Weltcup-Statistik
Die Tabelle zeigt die erreichten Platzierungen im Einzelnen.
- Platz 1.–3.: Anzahl der Podiumsplatzierungen
- Top 10: Anzahl der Platzierungen unter den ersten zehn
- Punkteränge: Anzahl der Platzierungen innerhalb der Punkteränge
- Starts: Anzahl gelaufener Rennen in der jeweiligen Disziplin

| Platzierung              | Einzel a | Sprint | Massenstart | Team   | Team    | Gesamt |
| Platzierung              | Einzel a | Sprint | Massenstart | Sprint | Staffel | Gesamt |
| ------------------------ | -------- | ------ | ----------- | ------ | ------- | ------ |
| 1. Platz                 |          |        |             |        |         |        |
| 2. Platz                 |          |        |             |        |         |        |
| 3. Platz                 |          |        |             |        |         |        |
| Top 10                   |          |        |             |        | 1       | 1      |
| Punkteränge              | 1        | 1      |             |        | 1       | 3      |
| Starts                   | 10       | 6      | 1           |        | 2       | 19     |
| Stand: Karriereende 2007 |          |        |             |        |         |        |

## Erfolge

### Weltcup-Platzierungen
| Saison  | Platz | Punkte |
| ------- | ----- | ------ |
| 1999/00 | 60.   | 30     |
| 2001/02 | 65.   | 16     |

### B-Weltcup-Platzierungen
| Saison  | Platz | Punkte |
| ------- | ----- | ------ |
| 1998/99 | 70.   | 10     |
| 2000/01 | 57.   | 16     |
| 2002/03 | 30.   | 22     |
| 2003/04 | 76.   | 19     |
| 2004/05 | 87.   | 03     |
| 2005/06 | 59.   | 48     |